# 馬查杜氏魮
馬查杜氏魮（学名：Barbus machadoi）為輻鰭魚綱鯉形目鯉科魮屬的其中一個種。該物種於1967年由Max Poll描述，分布於非洲安哥拉Kasai河流域，體長可達7.6公分。

## 扩展阅读
維基物種上的相關：馬查杜氏魮